# Peperomia maransara
Peperomia maransara är en pepparväxtart som beskrevs av William Trelease. Peperomia maransara ingår i släktet peperomior, och familjen pepparväxter. Inga underarter finns listade i Catalogue of Life.